# GJ 3512
GJ 3512是距離地球約31光年的紅矮星，並且有一顆氣體巨行星環繞該恆星。

## 概要
GJ 3512的質量約為太陽的0.12倍，但其擁有的行星GJ 3512b的質量下限為木星的0.46倍。GJ 3512的質量只有其所擁有行星的250倍，這使天文學家開始質疑傳統的行星形成模型。

## 行星系統
2019 年，利用徑向速度法發現有一顆氣體巨行星以偏心軌道運行這顆恆星的質量僅為氣態巨行星的250倍，這對傳統的行星形成模型提出了質疑。如果恆星誕生於一個疏散星團中，那麼這顆行星可能是圍繞一顆質量更高的恆星形成的，然後在相互作用過程中被交換到這個系統中。該物體的偏心軌道可能是由系統中的另一顆系外行星噴射造成的。懷疑在更寬的圓形軌道上存在第二顆氣態巨行星；2020 年的一項研究為這個星球提供了更有力的證據，現在大多數消息來源都認為它得到了證實。
| 成員 (依恆星距離) | 质量                | 半長軸 (AU) | 轨道周期 (天)     | 離心率        | 傾角 | 半径 |
| ----------------- | ------------------- | ----------- | ----------------- | ------------- | ---- | ---- |
| b                 | ≥0.46+0.02 −0.01 MJ | 0.337±0.001 | 203.69+0.09 −0.02 | 0.44±0.01     | —    | —    |
| c                 | ≥0.20±0.01 MJ       | 1.292±0.003 | 1,599.6+1.1 −0.8  | 0.0183±0.0001 | —    | —    |